# Oh Love
Oh my Love è un singolo del gruppo musicale statunitense Green Day, pubblicato il 16 luglio 2012 come primo estratto dal nono album in studio ¡Uno!.
Il 14 agosto è stato pubblicato in versione live EP su compact disc, accompagnato da altri 4 brani.

## Video musicale
Il video del brano è stato pubblicato il 16 agosto sul canale YouTube ufficiale della band.
All'inizio del video vengono inquadrate delle ragazze vestite in maniera provocante, tutte in attesa che il gruppo inizi a suonare. Partita la canzone, uno alla volta i membri della band (Billie Joe, Tré Cool e Mike, nell'ordine) raggiungono il proprio strumento. La festa finisce in stile sesso, droga e rock & roll.
Il videoclip mostra diverse nudità, sebbene censurate.

## Tracce
Download digitale
1. Oh Love – 5:02

EP CD
1. Oh Love
2. American Idiot (Live)
3. Boulevard of Broken Dreams (Live)
4. 21 Guns (Live)
5. Know Your Enemy (Live)

## Formazione
- Billie Joe Armstrong - voce e chitarra
- Mike Dirnt - basso
- Tré Cool - batteria
- Jason White - chitarra

## Classifiche
| Classifica (2012)                | Posizione massima |
| -------------------------------- | ----------------- |
| Austria                          | 28                |
| Belgio (Fiandre)                 | 74                |
| Belgio (Vallonia)                | 73                |
| Canada                           | 45                |
| Canada (rock)                    | 1                 |
| Germania                         | 44                |
| Giappone                         | 5                 |
| Italia                           | 25                |
| Paesi Bassi                      | 88                |
| Stati Uniti                      | 97                |
| Stati Uniti (adult top 40)       | 23                |
| Stati Uniti (alternative)        | 3                 |
| Stati Uniti (mainstream rock)    | 5                 |
| Stati Uniti (rock & alternative) | 1                 |
| Svizzera                         | 65                |